# Ефановка (приток Вятки)
Ефановка — река в России, протекает в Нагорском районе Кировской области. Устье реки находится в 875 км по правому берегу реки Вятка. Длина реки составляет 21 км.
Исток реки находится в лесу северо-западнее села Заево и в 22 км к юго-западу от посёлка Нагорск. Река течёт на восток, затем на юго-восток. Населённых пунктов на берегах нет. Притоки — Мостовица, Сосновка, Ольховка (все правые). Впадает в Вятку в 8 км к юго-западу от села Полом.

## Данные водного реестра
По данным государственного водного реестра России относится к Камскому бассейновому округу, водохозяйственный участок реки — Вятка от истока до города Киров, без реки Чепца, речной подбассейн реки — Вятка. Речной бассейн реки — Кама.
Код объекта в государственном водном реестре — 10010300212111100031464.